# دوك إدواردز
دوك إدواردز (بالإنجليزية: Doc Edwards) هو لاعب كرة قاعدة أمريكي، ولد في 10 ديسمبر 1936 في ريد جاكيت في الولايات المتحدة، وتوفي في 20 أغسطس 2018 في تكساس في الولايات المتحدة.

## وصلات خارجية
- دوك إدواردز على موقع دوري كرة القاعدة الرئيسي (الإنجليزية)
- دوك إدواردز على موقعبيزبول رفرنس.كوم (الدوري الرئيسي) (الإنجليزية)
- دوك إدواردز على موقعبيزبول رفرنس.كوم (الدوري الثانوي) (الإنجليزية)
- دوك إدواردز على موقع إي إس بي إن.كوم (أم.أل.بي) (الإنجليزية)
- دوك إدواردز على موقع مشجعي الرسوم البيانية (الإنجليزية)